# Hana Zagorová
Hana Zagorová (6. září 1946 Petřkovice – 26. srpna 2022 Praha) byla česká zpěvačka, textařka, herečka a moderátorka. Patřila k nejznámějším českým zpěvačkám. Během své pěvecké kariéry se stala druhou nejúspěšnější držitelkou ocenění Zlatý slavík v kategorii zpěvačka v historii, když získala devět Slavíků v řadě v letech 1977–1985. Nazpívala přes 900 písní, je držitelkou mnoha platinových a zlatých desek. Za hudbu a zpěv získala mnoho cen a uznání, za 10 120 000 prodaných alb obdržela v roce 2014 diamantovou desku Supraphonu,  stala se tak nejprodávanější tuzemskou zpěvačkou všech dob. Ve stejném roce byla uvedena do síně slávy hudebních cen Anděl. Ve Zlatém slavíku se umisťovala pravidelně, po celou dobu své téměř šedesátileté kariéry, mezi prvními deseti nejoblíbenějšími zpěvačkami. Koncertovala téměř po celé Evropě, střední a severní Americe, střední Asii.

## Soukromý život
Hana Zagorová se narodila a vyrůstala na Ostravsku. Otec Josef Zagora (1915–1989) byl stavebním inženýrem, matka Edeltruda, rozená Boczianowska (1918–1988) učitelkou. Měla starší sestru Evelyn, provdanou Bečvaříkovou. V šesti letech se začala učit na klavír, v devíti letech obdržela školní diplom za sbírku veršů a v jedenácti letech napsala divadelní hru. Maturovala v roce 1964.
Prvním manželem Hany Zagorové byl v letech 1986–1992 tanečník a baletní mistr Vlastimil Harapes. Po rozvodu s Harapesem si vzala 6. června 1992 slovenského operního tenora Štefana Margitu. Od mládí trpěla poruchou krvetvorby, paroxysmální noční hemoglobinurií. Z tohoto důvodu jí lékaři nedoporučili mít děti a zvažovala proto adopci.
Roku 2020 prodělala těžký covid-19, který oslabil její zdraví. Zemřela 26. srpna 2022 v pražském Ústavu hematologie a krevní transfuze. Zpěvaččin zdravotní stav se začal horšit kvůli postcovidovému syndromu. Rok po její smrti bylo zveřejněno, že Zagorová podlehla cévní mozkové příhodě.

## Profesní kariéra

### 60. léta – začátky
Poprvé na sebe pěvecky upozornila v roce 1963 v ostravské soutěži Hledáme nové talenty, kde ji doprovázel Orchestr Gustava Broma. Do finále nepostoupila, ale všiml si jí skladatel a dirigent František Trnka, který s ní v roce 1964 v ostravském rozhlasovém studiu nahrál její první rozhlasovou nahrávku: Písničku v bílém.
V letech 1964–1968 studovala a v roce 1969 absolvovala herectví na brněnské Janáčkově akademii múzických umění. Ještě jako studentka posledního ročníku získala hlavní roli v televizní inscenaci Josefina. Od roku 1966 účinkovala se skupinou Flamingo a natáčela v ostravském rozhlase s Ostravským rozhlasovým orchestrem.
V roce 1968 vyšel její první singl s písní Prý jsem zhýralá. Šlo o coververzi francouzské písně Cet air-là, kterou původně v roce 1965 nazpívala francouzská zpěvačka France Gall, doprovodil jí Ostravský rozhlasový orchestr. Současně natočila také píseň Svatej kluk se skupinou Flamingo - s vlastním textem. Singl se dostal na 11. místo v prodejní tabulce. Ve stejném roce pak nazpívala i další singly. V anketě Zlatý slavík za rok 1968 skončila v kategorii zpěvaček na pátém místě. V tomto období se ve spojení s ní ujal termín „beatový šanson“, který poukazoval na přesvědčivost jí podaného textu písně. V tom jí pomáhala i její herecká průprava.
Koncem šedesátých let se začala častěji objevovat na televizní obrazovce. V roce 1969 se přestěhovala do Prahy. Na nabídku Jiřího Štaidla účinkovala jako host v pražském divadle Apollo i na jednom koncertě Karla Gotta. Dále účinkovala v souboru Sodoma-Gomora (Zagorová, Štědroň, Sodoma). Začala spolupracovat s orchestrem Václava Zahradníka, se kterým natočila své první LP Bludička (1971), nesoucí mimo jiné její první velký hit Bludička Julie (vyšel i jako singl již v roce 1969).

### 70. léta
Začala natáčet také s Tanečním orchestrem Československého rozhlasu, postupně vznikly např. písně Tisíc nových jmen, Já jsem tvá neznámá, Náš dům zní smíchem, On je někdo nebo její další velký hit Gvendolína s hudbou skladatele Karla Svobody. V letech 1972 až 1974 hostovala v Divadle Semafor v Suchého parodickém představení Kytice (zpracovaném velmi volně na námět Karla Jaromíra Erbena). Zde vystupovala v roli Bludičky. V roce 1973 jí baskytarista Karel Vágner sestavil vlastní doprovodnou kapelu i s hostujícím zpěvákem Michalem Prokopem (v roce 1975 ho vystřídal Petr Rezek), se kterou jezdila na turné po Československu. S Petrem Rezkem natočila několik úspěšných duetů (mimo jiné: Asi, asi nebo Duhová víla). Jejich spolupráce trvala šest let.
Její obliba u posluchačů narůstala, v roce 1974 a 1975 získala v kategorii zpěvaček bronzového slavíka, následoval stříbrný a od roku 1977 získala devětkrát po sobě slavíka zlatého. Koncem sedmdesátých let také koncertovala po ČSSR společně s italským zpěvákem Drupim. Natáčela své pořady s vlastním scénářem: Zaváté studánky, Prázdniny. V roce 1977 podepsala Antichartu.

### 80. léta
V tomto období pravidelně natáčela svůj hudební TV pořad s názvem Dluhy Hany Zagorové. Často koncertovala, během roku odehrála až 360 koncertů doma i v zahraničí, často se vracela do Polska, kde se stala velmi populární zpěvačkou, a také do Ruska či Německa. Nahrávala desky pro domácí příznivce, ale také pro zahraniční firmy (Německo, Rakousko, Anglie, Polsko, Rusko). Natáčela pořady v zahraničí (Německo, Egypt, Malta, Polsko) a spolupracovala s řadou zahraničních kolegů (polská skupina Vox, polská zpěvačka Irena Jarocka, rakouská zpěvačka Goldie Ens, Belgičan Julius Zegers, Buena Ventura). V roce 1980 se objevila v jedné z hlavních rolí ve filmovém muzikálu Trhák režiséra Zdeňka Podskalského. Z tohoto filmu pochází duet s Jurajem Kukurou Lásko, amore. V roce 1989 natočila ve spolupráci s německou televizí muzikálovou pohádku Peter Pan, kde hrála roli matky.
V období let 1980 až 1986 vystupovala s tanečním a pěveckým duem Petra Kotvalda a Stanislava Hložka (se Stanislavem Hložkem až do roku 1989). Ze stáje Karla Vágnera roku 1981 odešel Petr Rezek. Rokem 1986 začala spolupráce orchestru K. Vágnera a Hany Zagorové s dvojicí Linda Finková a Pavel Noha. Pokračovala spolupráce s Karlem Vágnerem, který pro ni byl nejen kapelníkem a manažerem, ale také skladatelem. Z jeho dílny pochází např. Počítadlo lásky nebo Usnul nám, spí. Za doprovodu orchestru Karla Vágnera se zpěvačka těšila enormní slávě, počátkem osmdesátých let čítal její počet hlasů v anketě Zlatý slavík takový počet, jako počet hlasů všech ostatních zpěvaček dohromady. Zagorová natáčela LP desky s velmi kvalitním repertoárem, jen namátkou LP Světlo a Stín, Co stalo se stalo, Sítě kroků tvých či Živá voda. Skladby pro ni psali známí osvědčení, ale i začínající skladatelé – Pavel Žák, Petr Hapka, Jindřich Parma, Jiří Zmožek, Vítězslav Hádl či Lída Nopová i textaři – Pavel Žák, Jan Krůta, Jiřina Fikejzová, Zdeněk Borovec či Vladimír Čort. Sama interpretka rovněž přispívá svými texty – například Málokdo ví, To by nebylo fér, Sláva je bál nebo Černý páv.
V roce 1986 se po sérii Zlatých slavíků umístila na bronzové příčce. Avšak Zagorová to nebrala jako prohru, v budoucích letech se těší stálé oblibě publika a v anketě se umisťuje pravidelně v první desítce: 1989 – 6. místo, 1991 – 8. místo, 1996 – 9. místo, 2002 – 7. místo, 2003 – 4. místo, 2009 – 10. místo, 2010 – 8. místo, 2012 – 10. místo, 2013 – 9. místo.
Natočila šansonově laděnou desku s texty Michala Horáčka s názvem Živá voda. V podobném duchu se neslo i následující album Dnes nejsem doma, které ale bylo vydáno až roku 1990. Směrem šansonu se ubírala i její další tvorba.
V červnu 1989 podepsala petici Několik vět, v níž hnutí Charta 77 požadovalo propuštění politických vězňů a svobodu slova. Byla jí zastavena činnost a až do pádu komunistického režimu nesměla veřejně vystupovat. Odolala tlaku svůj podpis odvolat, naopak ho potvrdila slovy: „Nebylo tam nic, s čím by slušný člověk nesouhlasil.“ Znovu zpívala na veřejnosti v listopadu 1989 společně s Jaroslavem Hutkou, a to hymnu na Václavském náměstí v Praze, následně na Letné s Martou Kubišovou a Jiřím Suchým.
Na přelomu 80. a 90. let nazpívala znělky pro dětské seriály (Šmoulové a Tom a Jerry).

### 90. léta
V roce 1991 vydala šansonové album Rozhovor v tichu. Karel Vágner se stal jejím producentem a jeho vydavatelství Multisonic vydávalo její řadová alba místo firmy Supraphon.
Počátkem devadesátých let vystoupila s programem pro krajany v Kanadě. Doma připravila zcela nový koncertní program s názvem Noční telefony, který tvořily převážně šansonově laděné skladby z posledních alb. S tímto programem vystupovala až do roku 1992.
Poté omezila svoji profesní činnost. Dle vlastních slov „měla pocit, že co měla odzpívat, už odzpívala.“ Věnovala se svému manželovi, Štefanu Margitovi. V tomto období psala scénáře některých televizních pořadů a vydala kompilace svých starších písní a LP desek.
V letech 1993 až 1998 se objevovala na TV obrazovkách se svým pořadem Když nemůžu spát. Pro tento pořad natáčela nové písničky, převážně duety se svými hosty. Autorem těchto písní je Michal David.
Znovu začala koncertovat v roce 1996. Na koncertech ji doprovázela skupina Miloše Nopa. Obnovila příležitostnou spolupráci s Petrem Kotvaldem a Stanislavem Hložkem, pravidelně koncertovala s Petrem Rezkem.
Natočila také dvě alba s manželem Štefanem Margitou s názvy Ave (1994) a Ave 2 (1996). V roce 1998 natočila po čtyřech letech novinkové album Já?, na kterém se objevily první písně od jejího nového spolupracovníka, autora, Jiřího Březíka.

### Od roku 2000
Koncertně vystupovala do roku 2010 se skupinou Miloše Nopa, od roku 2010 spolupracovala s Jiřím Dvořákem a jeho skupinou Boom!Band. Na koncertech spolupracovala také s Petrem Rezkem, společně odzpívali 2016 koncertů. Pravidelně, každý rok před Vánoci, pořádala koncert v pražské Lucerně se speciálním programem a hosty. Natáčela další novinková alba a singly a byly vydány také kompilace starších skladeb, za prodej svých alb a kompilací získává zlaté a platinové desky. V roce 2001 vydala album Hanka, získala zlatou desku, dostala se do čela hitparád a v anketě Český Slavík 2003 se umístila na čtvrtém místě.
V letech 2000 až 2004 TV Nova účinkovala v zábavném pořadu Hogo Fogo, který společně s manželem moderovala a podílela se i na psaní scénáře. Pořad se těšil veliké oblibě.
Psala scénáře a písňové texty, v roce 2006 vydala svou knihu básnických sbírek pod názvem Milostně.
V roce 2007 poprvé ztvárnila postavu bláznivé prostitutky v muzikálu Vašo Patejdla Jack Rozparovač v divadle Kalich. O dva roky později si v muzikálu Michala Davida Mona Lisa zahrála matku hlavní hrdinky. Divadlo Kalich v Praze se stalo domovskou scénou zpěvačky.
V roce 2010 Česká televize a Supraphon vydaly životopisnou knihu s DVD a CD nesoucí název Legenda – Hana Zagorová – Málokdo ví. Uspořádala koncert v pražské Lucerně, ze kterého Česká televize odvysílala záznam (byl vydán na CD a DVD). Vystupuje na řadě charitativních akcí a také se účastnila jejich organizace a produkce. V roce 2014 získala Diamantovou desku Supraphonu za 10,5 milionu prodaných nosičů, vydala dlouho očekávané novinkové album Vyznání, na kterém zpěvačka potvrdila své kvality, dobře se prodávalo a zpěvačce se velmi omladilo publikum, za zmíněné album získala Zlatou desku. V září 2016 slavila své sedmdesáté narozeniny koncertem ve vyprodané Lucerně, záznam z koncertu zaznamenala Česká televize, na koncertě pokřtila novinkové album O lásce, hned první týden v prodeji se album stalo nejprodávanějším pro daný týden, získalo status Zlatá deska, stejně tak, jako o dva roky později s albem Já nemám strach.
Nahrávala nová alba, na kterých spolupracovala s mladou generací autorů – Marek Ztracený – Já nemám strach, Jsem jaká jsem, Márdi (Vypsaná fixa) – Je tady podzim, Blériot, Radůza – Hraj, muziko, Jako tenkrát, Anděl strážný, Jan Bendík – S tebou, Ondřej Brzobohatý – O Lásce, Martin Chodúr – On se vrátí. Pokračovala spolupráce s Václavem Koptou, který je autorem textu hitu Rande u Zdi nářků, dále s Petrem Maláskem, Jiřím Březikem, Karlem Vágnerem, Jiřím Zmožkem, Ondřejem Ládkem (Xindl X). Spoustu textů si opět psala zpěvačka sama – Můj chlap, Mít tě ráda, Možná jsem zakletá, Ztracená láska, Cizí aj.
Se zpěvačkou je spojen hovorový termín „nedělej Zagorku“.
Patřila mezi nejoblíbenější a nejprodávanější zpěvačky, o čemž svědčilo například stálé umístění na předních příčkách v anketě Český slavík. Zagorová byla jedinou zpěvačkou své generace, která se po celou dobu své kariéry, od roku 1968, držela v první desítce žebříčku oblíbenosti ankety Český / Zlatý slavík, kterou i devětkrát vyhrála. Při obnově ankety roku 2021, pod názvem Český slavík 21, se umístila na sedmém místě žebříčku popularity. Je nejprodávanější tuzemskou zpěvačkou, prodala přes jedenáct milionů alb a nazpívala přes 900 písniček. V roce 2015 byla akademiky uvedena do Síně slávy 2014 v hudebních cenách Anděl.
V roce 2020 vydala své poslední album Konečně společně se svým manželem Štefanem Margitou.

## Výrazné nahrávky podle období

### 60. léta
Hany, Svatej kluk, Poslední šantán, Obraz smutný slečny, Mrtvá láska, Bludička Julie, Tisíc nových jmen, Tanečnice, Prý jsem zhýralá, Černý pasažér,

### 70. léta
Gvendolína, Nemám ráda, Já jsem tvá neznámá, Koho tlačí můra, Fata morgana, Sliby-Chyby, Náš dům zní smíchem, Já se vznáším, On je někdo, já znám ten balzám, kluk na kterého můžu dát, Cesta ke štěstí, Studánko stříbrná, Breviář lásky, Kamarád, Zima, zima, zima, Dávám kabát na věšák, Byl to víc než přítel můj, Louka vábí, Maluj zase obrázky, Můj sen je touha žít, Žízeň, Málokdo ví, Zdá se, Telegram, Tak to jsem já, Sám jsi šel, Proč ti na tom tak záleží, Píseň labutí, Kosmický sen, Náskok
Duety: s Petrem Rezkem: Asi, asi (1975), Duhová víla (1977), Dotazník (1978), Ta pusa je Tvá (1979), s italským zpěvákem Drupim: Setkání (1979, na SP 1980)

### 80. léta
Rýmy, Perný den, Opona, Líto je mi líto, Zásnuby, Tam pod naší strání, Benjamín, Usnul nám spí, Mimořádná linka, Sloky trochu smutné lásky, Nápad, Biograf láska, Žízeň po životě, Počítadlo lásky, Láska je počasí, Proč nejsi větší, Vím málo, Křižovatka 6, Co stalo se stalo, Dneska už to vím, Maják, Řekni třikrát lásko, Už dlouho se mi zdáš, Mys dobrých nadějí, Nešlap nelámej, Noční dopis, Sláva je bál, Když svítím, Sítě kroků tvých, Letní kluci, Džínovej kluk, Náhlá loučení, Láska na inzerát, Já chtěla jsem ti báseň psát, Dobré jitro, Už se mi nechce jít dál, Tu,tu, Naše láska ztrácí L, Kousek cesty s tebou, Zlato, Srážka s láskou, Skleněné sny, Mám plán, Živá voda, Zemětřesení, Modrá čajovna, Rybičko zlatá, přeju si, Měsíc je den ode dne krásnější
Duety: Dávné lásky (s českým zpěvákem Karlem Gottem), Setkání, Hej, mistře basů (s českým hudebníkem Karlem Vágnerem), Jen pár dnů
S Hložkem a Kotvaldem: Diskohrátky, Polibek, Černý páv, Máj je máj, Jinak to nejde, Kostky jsou vrženy, Spěchám, Pro dva tři úsměvy, Auťák na lásku, Můj čas

### 90. léta
Beránek, Andělé, Dnes nejsem doma, Skanzen bídy, Čas odejít, Rozhovor v tichu, Merilyn, Moře samoty, Žena za Tvými zády, Jako starý strom, Když nemůžu spát, Kdybych byla bůh, J´tame, Když tě ztrácím, Na co já tě mám
Duety: Ave Maria, Svítíš mi v tmách, Mží, Den jako obrázek, Přijď aspoň na chvíli
Pro děti z přelomu 80./90. let: Šmoulí země, Tom a Jerry, „Písničky pro Barbie“, „Želvy Ninja“,

### 21. století
Za každou chvíli s tebou platím, Je naprosto nezbytné, Zůstaň tady léto, Ode zdi ke zdi, Pokušení, Navěky zůstane pouze čas, Co jsi zač, Lásko vítej, Smůlu máš, Tam kde něco končí, Adieu, S láskou je svět akorát, Zloděj duší, Z nebe pláče déšť, Zítra se zvedne vítr, Zvon vánoční, Rande u zdi nářků, S tebou, Bleriot, Můj chlap, Už nemám křídla tvá, Je tady podzim, O Lásce, Hraj muziko, Jako tenkrát, Já nemám strach, Cizí, Není taková, Jesenná láska

## Ceny a uznání

### Československo/Česko
- 1963 – Hledáme nové talenty – 2. místo
- 1965 – Dvanáct na houpačce(hitparáda Československého rozhlasu) – 9. místo z 12. s písní Písnička v bílém
- 1968 – Třináct na houpačce – 12. místo z 13. s písní Svatej kluk
- 1969 – Moravský vrabec – 1. místo pro nejpopulárnějšího zpěváka Moravy 1968
- 1969 – Zlatý slavík 1968 – 5. místo
- 1970 – Zlatý slavík 1969 – 4. místo
- 1970 – Moravský vrabec – 1. místo pro nejpopulárnějšího zpěváka Moravy 1969
- 1970 – Žebřík Mladé fronty(hitparáda Mladé fronty) I0 – 6. místo z 30. – Koho tlačí múra, 12. místo z 30. – Já jsem tvá neznámá
- 1970 – Žebřík Mladé fronty II – 7. místo z 30. – Já jsem tvá neznámá, 16. místo z 30. – Koho tlačí múra
- 1.6.1971 – Žebřík Mladé fronty – 28. místo z 30. – Gvendolína
- 1971 – šestá nejprodávanější zpěvačka roku na značce Supraphon
- 1972 – Zlatý slavík 1971 – 5. místo
- 1973 – Zlatý slavík 1972 – 4. místo
- 1973 – 2. cena Supraphonu 1972 (druhá nejprodávanější zpěvačka na značce Supraphon v Československu)
- 1973 – šestá nejprodávanější zpěvačka roku na značce Supraphon
- 1974 – Zlatý slavík 1973 – 6. místo
- 1974 – sedmá nejprodávanější zpěvačka roku na značce Supraphon
- 1975 – Zlatý slavík 1974 – 3. místo
- 1975 – čtvrtá nejprodávanější zpěvačka roku na značce Supraphon
- 1976 – Zlatý slavík 1975 – 3. místo
- 1977 – Zlatý slavík 1976 – 2. místo
- 1977 – 3. cena Supraphonu 1976 (třetí nejprodávanější zpěvačka na značce Supraphon)
- 1977 – 1985 – Zlatý slavík – 1. místo
- 1977 – SP Duhová víla – nejprodávanější deska roku
- 1978 – 1. cena Supraphonu 1977 (nejprodávanější zpěvačka na značce Supraphon)
- 1979 – 1. cena Supraphonu 1978 (nejprodávanější zpěvačka na značce Supraphon)
- 1980 – 1. cena Supraphonu 1979 (nejprodávanější zpěvačka na značce Supraphon)
- 1980 srpen – Nejprodávanější singly Supraphonu – 3. místo s písní Setkání
- 1981 – 1. cena Supraphonu 1980 (nejprodávanější zpěvačka na značce Supraphon)
- 1982–1983 – Zlatý slavík – absolutní vítězka
- 1982–1983 – Sedmikráska Sedmičky
- 1982 – 1. cena Supraphonu 1981(nejprodávanější zpěvačka na značce Supraphon)
- 1983 – Zlatá deska Supraphonu za 1 000 000 prodaných LP desek
- 1983 – zasloužilá umělkyně
- 1983 – 1. cena Supraphonu 1982 (nejprodávanější zpěvačka na značce Supraphon)
- 1984 – 1985 – Televizní rolnička – 2. místo(po Karlu Gottovi)
- 1984 – 1. cena Supraphonu 1983 (nejprodávanější zpěvačka na značce Supraphon)
- 1985 – 1. cena Supraphonu 1984 (nejprodávanější zpěvačka na značce Supraphon)
- 1985 – Diskoslavík 1984 – 1. místo
- 1985 říjen – 20 nej SP – 17. místo Letní kluci
- 1986 – 1. cena Supraphonu 1985 (nejprodávanější zpěvačka na značce Supraphon)
- 1986 – Televizní rolnička – 3. místo
- 1986 – Čestné uznání Pragokoncertu
- 1986 – Pop '86 – anketa časopisu Populár – 6. místo
- 1987 – Zlatý slavík 1986 – 3. místo
- 1987 – Televizní rolnička – 6. místo
- 1988 – Diskoslavík 1987 – 8. místo
- 1988 únor – SP desky 10 nej – 8. místo Mám plán
- 1988 – Zlatý slavík 1987 – 6. místo
- 1988 – Televizní rolnička – 9. místo
- 1989 duben – SP desky 10 nej – 1. místo Šmoulová země
- 1989 – Zlatý slavík 1988 – 8. místo
- 1990 – Zlatý slavík 1989 – 6. místo
- 1991 – Zlatý slavík 1990 – 9. místo
- 1991 – Telerezonance – televizní písničková soutěž, 1. místo – Rozhovor v tichu
- 1991 – Zlatý slavík – tabulka úspěšnosti v letech 1962–1991 – 2. místo, K. Gott 1. místo
- 1992 – Zlatý slavík 1991 – 8. místo
- 1992 – TýTý 1991 – 3. místo
- 1992 – Telerezonance – 2. místo
- 1993 – TýTý 1992 – 7. místo
- 1994 – TýTý 1993 – 7. místo
- 1995 – TýTý 1994 – 8. místo
- 1996 – Super slavík (obnovena anketa pod názvem Český slavík)
- 1996 – Český slavík – 9. místo
- 1996 – TýTý 1995 – 9. místo
- 1997 – TýTý 1996 – 7. místo
- 1997 – Český slavík – 10. místo
- 1997 únor – …než to zapomenu je v Praze 2. nejprodávanější knihou
- 1998 – Zlatá deska za 25 tisíc prodaných nosičů alba Maluj zase obrázky
- 1998 – Zlatá deska za 25 tisíc prodaných nosičů alba Ave
- 1998 – Český slavík – 11. místo
- 1998 – TýTý 1997 – 6. místo
- 1999 – Český slavík – 10. místo
- 1999 – TýTý 1998 – 9. místo
- 2000 – osmá nejprodávanější zpěvačka roku ČR dle IFPI
- 2000 – TýTý 1999 – 9. místo
- 2000 – Český slavík – 11. místo
- 2001 – Zlatá deska za 15 tisíc prodaných nosičů alba Hanka
- 2001 – TýTý 2000 – 7. místo
- 2001 – druhá nejprodávanější zpěvačka roku dle IFPI – CD Hanka třetí nejprodávanější CD roku
- 2001 – Platinová deska za 55 tisíc prodaných nosičů alba Maluj zase obrázky
- 2001 – Český slavík – 9. místo
- 2001 – Je naprosto nezbytné – 5. nejúspěšnější píseň roku
- 2002 leden – Je naprosto nezbytné boduje 9 týdnů ve Formule Pop, po 2 týdnu na 1. místě
- 2002 – s manželem se stali „Zlatý pár roku 2001“ – anketa časopisu Šťastný Jim
- 2002 – TýTý 2001 – 7. místo
- 2002 červenec – Hitparáda Formule Pop ČRo – Zůstaň tady léto 10 týdnů na 1. místě
- 2002 – Český slavík – 7. místo
- 2002 – Zlatá a Dvouplatinová deska za 55 tisíc prodaných nosičů alba Maluj zase obrázky
- 2003 – Zlatá deska za 14 tisíc prodaných nosičů alba Největší hity
- 2003 – TýTý 2002 – 8. místo
- 2003 – Platinová deska za 31 tisíc prodaných nosičů alba Ave
- 2003 – Český slavík – 4. místo
- 2003 – čtvrtá nejprodávanější zpěvačka roku dle IFPI s albem Největší hity
- 2004 – Platinová deska za 20 tisíc prodaných nosičů alba Největší hity
- 2004 – TýTý 2003 – 5. místo
- 2004 leden – Hitparáda Formule Pop – písnička Navěky zůstane čas se dostává v druhém kole na 1. pozici
- 2004 – Český slavík – 8. místo
- 2005 – Český slavík – 8. místo
- 2005 – TýTý 2004 – 5. místo
- 2005 – Platinová deska za prodej 2DVD Cesta ke štěstí
- 2006 – Zlatá deska za více než 10 tisíc prodaných nosičů 4CD S úctou/Zlatá kolekce – Hana Zagorová do té doby jako jediná a první dostala zlatou desku za prodej alba tohoto typu.
- 2006 – TýTý 2005 – 4. místo
- 2006 – Český slavík – 10. místo
- 2007 – Český slavík – 10. místo
- 2007 – TýTý 2006 – 5. místo
- 2007 – Zlatá deska za prodej DVD Vzpomínání
- 2007 – Český rozhlas – Hitparáda Česká dvanáctka – Zlatá Česká 12 za píseň Adieu
- 2008 – Český slavík – 11. místo
- 2009 – Lady PRO 2009
- 2009 – Český slavík – 10. místo
- 2010 – Cena nočního proudu (ČRo)
- 2010 – Český slavík – 8. místo
- 2011 – Zlatá deska za prodej 3000 nosičů 2DVD/CD Lucerna 2010 (live)
- 2011 – Český slavík – 9. místo
- 2012 – vstupuje do Síně slávy (Předávání cen vítězům ankety popularity, kterou už několik let vyhlašuje časopis Rytmus života)
- 2012 – Český slavík – 10. místo
- 2013 – Český slavík – 9. místo
- 2014 – Diamantová deska Supraphonu za prodej 10 120 000 nosičů / nejprodávanější zpěvačka ČR
- 2014 – Zlatá deska za prodej alba Vyznání
- 2014 – Český slavík – 8. místo
- 2015 – Hudební ceny Anděl 2014 – Síň slávy
- 2015 – Český slavík – 9. místo
- 2016 – Senior Prix za celoživotní mistrovství – Nadace Život umělce
- 2016 – Čestné občanství Prahy 4
- 2016 – Český slavík – 9. místo
- 2016 – Zlatá deska za prodej alba O Lásce
- 2017 – Zlatá a stříbrná medaile – Česká mincovna – série Slavíci ve zlatě
- 2017 – Český slavík – 10. místo
- 2018 – Zlatá deska za prodej alba Já nemám strach
- 2019 – Hitparáda rádia Čas – Síň Slávy, 5 vítězství s písní Diskohrátky
- 2019 – Hity roku 2018 – Já nemám strach – 2. místo (rádio Blaník)
- 2021 – Český slavík – 7. místo
- 2022 – Mistr zábavního umění (in memoriam)
- 2022 – Medaile Za zásluhy (in memoriam)
- 2022 – Český slavík – 5. místo
- 2023 – Pamětní list v podobě bankovky

### Zahraniční
- 1969 – Belgie – Cena obecenstva na festivalu v Knokke
- 02. – 09.03.1970 – Rumunsko – (pouze) Účast na písňovém festivalu Zlatý jelen Brašov/Cerbul de aur 1970 Brasov – písnička Bludička Julie
- 08. – 22.11.1970 – Kuba – Varadero '70 Festival internacional de la cancion popular (tři vystoupení)
- 1971 – Belgie – 2. místo u poroty na mezinárodním festivalu TV společností v Knokke
- 1973 – Kuba – Cena Světového festivalu
- 1975 – Německo/Drážďany – účast na písňovém festivalu – půlhodinový recitál
- 1975 – Německo – písničkový pořad TV NDR „TV Schlager studio“ – vítězství v 1. kole s písní Ich gehe nur in Hosen + postup do 2. kola. Následně z něhož šla do celoroční přehlídky nejúspěšnějších skladeb „Einmal im Jahr“.
- 1978 – Bulharsko – Zlatý Orfeus
- 1978 – Slovensko – Bratislavská lýra – 1. semifinále – Pojď kdo máš mě rád (Hana soutěžila + vystoupila se svým programem a hostem Petrem Rezkem)
- 1978 – Polsko – Cena polského rozhlasu a televize, Intertalent 78, Festival Sopoty 78
- 1983 – Bulharsko – Zlatý Orfeus
- 1984 – Polsko – Host hudebního festivalu (triumfální úspěch, program musel být přerušen, aby se publikum uklidnilo po dvacetiminutovém vystoupení Hanky; festivalu se např. účastnila i Tina Turner)
- 1984 – Polsko – Katowice
- 1988 – Polsko – Cena Kryształowy Kamerton
- 2012 – Slovensko – Legendy popu
- 2017 – Radio Vlna – anketa TOP 1000 hitov – 2. místo s písní Maluj zase obrázky

## Film
- Josefína
- Trhák
- Loupežnická legenda
- Petr Pan – česko-německý filmový muzikál
- Hrubeš a Mareš jsou kamarádi do deště
- Na chmelu

## Televize
- Písničky pro Hanku – 1968 a 1969
- Zpívá Hana Zagorová – 1975, 1977 a 1978
- Zaváté studánky – 1976
- Báječné ženy na létajících strojích – 1978 – Televizní muzikál
- Prázdniny – 1978
- Zájezd – 1979 – televizní recitál Hany Zagorové a italského zpěváka Drupiho
- Dluhy Hany Zagorové – osmidílná série, skládající se z hudebních vystoupení Hany a jejích hostů nebo spolupracovníků (natáčená v létech 1980–1985)
- Výtah v hotelu Sen (1987–1988)
- Když nemůžu spát – noční pořad s odbornými hosty zdravotnictví a lékařství (1993–1998)
- Hogo Fogo – zábavný pořad na TV Nova, který Hana Zagorová uváděla se svým manželem Štefanem Margitou od roku 2000 do roku 2004.
- Kam zmizel ten starý song – Hana Zagorová – 2005
- 13. komnata Hany Zagorové – 2006
- Cesta ke štěstí – narozeninový medailon – 2006
- Top Star – Skutečné příběhy hvězd – dokumentární cyklus věnovaný Haně Zagorové – 2010
- Zrcadlo tvého života – Hana Zagorová – 2012

## Diskografie

### Řadová alba
- 1971 Bludička – Supraphon
- 1976 Cesta ke štěstí – Supraphon
- 1979 Breviary of Love – Supraphon/Artia Pozn.: Určeno pro export.
- 1979 …tobě, tebe, ti – Supraphon
- 1980 Oheň v duši mé – Supraphon
- 1981 Střípky – Supraphon
- 1982 Světlo a stín – Supraphon
- 1983 Mimořádná linka – Supraphon
- 1984 Co stalo se stalo – Supraphon
- 1985 Jinak to nejde – Hana Zagorová, Petr Kotvald a Stanislav Hložek – Supraphon
- 1985 Sítě kroků tvých – Supraphon
- 1986 Náhlá loučení – Supraphon
- 1987 Dluhy Hany Zagorové – Hana Zagorová a hosté – Supraphon
- 1988 Živá voda – Supraphon
- 1990 Dnes nejsem doma – Supraphon
- 1991 Rozhovor v tichu – Multisonic
- 1994 Ave – Hana Zagorová a Štefan Margita – Multisonic
- 1994 Když nemůžu spát – Tommü records
- 1996 Ave 2 – Hana Zagorová a Štefan Margita – Multisonic
- 1998 Já? – Multisonic
- 2001 Hanka – Multisonic
- 2003 Navěky zůstane čas – Multisonic
- 2007 Zloděj duší – Multisonic
- 2014 Vyznání – Supraphon
- 2016 O lásce – Supraphon
- 2018 Já nemám strach – Supraphon
- 2020 Konečně společně – Hana Zagorová a Štefan Margita – Supraphon

### Výběry
- 1985 Lávky (2 LP) – Supraphon
- 1995 Gvendolína (1968–71) Bonton
- 1995 Maluj zase obrázky / To nej… (kompilace nově nazpívaných hitů) – Multisonic
- 1996 Maluj zase obrázky 2 (kompilace nově nazpívaných hitů) – Multisonic
- 1998 Jinak to nejde Bonton, pozn.: Duety s Petrem Kotvaldem a Stanislavem Hložkem. Není totožné se stejnojmenným LP z r. 1985!
- 2000 Modrá Čajovna – Multisonic Pozn.: Výběr z písniček, které pro Hanu Zagorovou napsal Karel Vágner.
- 2003 Hana Zagorová – Největší hity – (2 CD) – Sony Music Bonton
- 2006 S úctou – (4 CD) – Supraphon
- 2006 Perly (2 CD) – Multisonic
- 2007 Můj čas – Multisonic Pozn.: Výběr z duetů s Petrem Kotvaldem a Stanislavem Hložkem.
- 2008 Dávné lásky – Supraphon Pozn.: Výběr duetů.
- 2009 Černý páv – Supraphon Pozn.: Výběr písní s texty Hany Zagorové, album obsahuje dvě novinky: Z nebe pláče déšť / Bodegita.
- 2009 Duety se slavnými muži – Multisonic Pozn.: Výběr duetů.
- 2011 Zítra se zvedne vítr – (3 CD + dvě novinkové písně) – Supraphon
- 2012 Spolu – Hana Zagorová a Petr Rezek, hity – Multisonic

### DVD
- 2004 Hej, mistře basů – Lucerna 1999 – Multisonic
- 2004 Cesta ke štěstí – Supraphon, 2DVD
- 2007 Vzpomínaní – Supraphon
- 2011 Lucerna 2010 – Česká televize, 2DVD + 1CD
- 2011 Hogo fogo/nachytávky a duety – EMI
- 2016 Hana Zagorová 70 – Česká televize, DVD + CD